# Bocchoris virginalis
Bocchoris virginalis là một loài bướm đêm trong họ Crambidae.